# Nyctipolus hirundinaceus
Nyctipolus hirundinaceus е вид птица от семейство Caprimulgidae.

## Разпространение
Видът е разпространен в Бразилия.